# Stroud (Oklahoma)
Stroud é uma cidade localizada no estado norte-americano de Oklahoma, no Condado de Creek e Condado de Lincoln.

## Demografia
Segundo o censo norte-americano de 2000, a sua população era de 2758 habitantes.
Em 2006, foi estimada uma população de 2775, um aumento de 17 (0.6%).

## Geografia
De acordo com o United States Census Bureau tem uma área de
32,4 km², dos quais 29,8 km² cobertos por terra e 2,6 km² cobertos por água.

## Localidades na vizinhança
O diagrama seguinte representa as localidades num raio de 24 km ao redor de Stroud.